# Dhuri
Dhuri is een nagar panchayat (plaats) in het district Sangrur van de Indiase staat Punjab. 

## Demografie
Volgens de Indiase volkstelling van 2001 wonen er 49.290 mensen in Dhuri, waarvan 54% mannelijk en 46% vrouwelijk is. De plaats heeft een alfabetiseringsgraad van 68%. 